# Skattemässigt värde
Skattemässigt värde är i Sverige ett begrepp som används för kapitaltillgångar, inventarier, lagertillgångar, pågående arbeten, kundfordringar och liknande tillgångar inom skatterätten. Det definieras i 2 kapitlet av inkomstskattelagen (1999:1229) i 31-33 §§. Definitionen varierar beroende på vilken typ av tillgång det gäller.

## Lagertillgångar m.m.
I 2 kap. 31 § inkomstskattelagen (1999:1229) definieras skattemässigt värde för lagertillgångar, pågående arbeten, kundfordringar och liknande tillgångar. Med skattemässigt värde avses då "det värde som tillgången tas upp till vid beräkningen av resultatet av en näringsverksamhet". För fastigheter tas det hänsyn till eventuella värdeminskningsavdrag som gjorts i beskattningen.

## Kapitaltillgångar
För kapitaltillgångar är det skattemässiga värdet, enligt 2 kap. 32 § inkomstskattelagen (1999:1229), det omkostnadsbelopp som skulle använts om tillgången hade avyttrats. Hur omkostnadsbeloppet definieras varierar beroende på vilken typ av tillgång det gäller. För näringsfastigheter och näringsbostadsrätter gäller vissa ytterligare regler som finns i 2 och 3 st.

## Inventarier
Skattemässigt värde på inventarier är enligt 2 kap. 33 § inkomstskattelagen (1999:1229) "anskaffningsvärdet minskat med gjorda värdeminskningsavdrag och liknande avdrag".